# Roberts Flachkopffledermaus
Roberts Flachkopffledermaus (Sauromys petrophilus, Syn.: Mormopterus petrophilus) ist eine Art der Bulldoggfledermäuse (Molossidae), die im Süden Afrikas beheimatet ist. Die kleine bis mittelgroße Art lebt vor allem in Felsspalten und ernährt sich von kleinen Insekten.

## Merkmale
Roberts Flachkopffledermaus ist eine kleine bis mittelgroße Bulldoggfledermaus. Sie erreicht eine Kopfrumpflänge von 86 bis 100 Millimetern und eine Spannweite von 251 bis 275 Millimetern, das Gewicht beträgt 9 bis 22 Gramm. Das Fell ist auf der Rückenseite hellgrau bis -braun, kann jedoch in einigen Bereichen etwa dunkler sein. Die Unterseite ist an Kehle, Brust und Bauch cremeweiß mit einigen braunen Schlieren. Streifen vom Brustraum zum Hinterleib, die für andere verwandte Arten typisch sind, fehlen dieser Art. Die Flügel sind vergleichsweise breit, die Flügelfläche beträgt 81 to 96,9 cm². Der Kopf ist flach, die eiförmigen Ohren besitzen einen kleinen Tragus und haben eine Länge von 10 bis 15 Millimeter. Der Schwanz ist 24 bis 40 Millimeter lang.
Von den sympatrisch vorkommenden Arten der Gattungen Mops, der Freischwanzfledermäuse (Chaerephon) und der Faltlippenfledermäuse (Tadarida) unterscheiden sie sich vor allem durch die gerunzelten Lippen und der Behaarung der Oberlippe. Von den Arten der Gattung Mormopterus unterscheiden sie sich vor allem durch einen unterschiedlichen Ohransatz und das Fehlen einer Kehldrüse.

## Verbreitung
Das Verbreitungsgebiet der Art liegt im südlichen Afrika und zieht sich von der westafrikanischen Küste vom Grenzgebiet von Angola und Namibia bis zum südlichen Südafrika und von dort nach Nordosten bis Simbabwe und das westliche Mosambik. Die Höhenverbreitung reicht von 100 bis 2000 Meter.

## Lebensweise
Als Lebensraum bevorzugt die Fledermaus felsige Regionen und sie benötigt Felsspalten und -höhlen als Ruheplätze während des Tages. Dabei lebt sie in kleinen Gruppen in abgeblätterten Fels, Sandstein und Granit.
Über die Lebensweise ist nur wenig bekannt. Die Schädelmorphologie deutet darauf hin, dass sich die Fledermaus vor allem von kleinen und weichen Insekten ernährt. Mageninhalte und Kotproben zeigten vor allem Motten, Hautflügler und kleine Käfer als Hauptnahrung. Das Wasser, das die Tiere benötigen, bekommen sie über ihre Nahrung. Sie ist ein schneller Flieger und bewegt sich vor allem in offenen Landschaften, unter anderem über Wasserflächen.
Die Rufe der Tiere liegen meist in einer Frequenz von 31,4 bis 43,5 kHz bis minimal 26,7 bis 30,9 kHz. Sie dauern 5,0 bis 10,2 Millisekunden an.

## Systematik
Roberts Flachkopffledermaus wurde erstmals von Austin Roberts im Jahr 1917 als Platymops petrophilus beschrieben und damit gemeinsam mit der Afrikanischen Flachkopf-Fledermaus (Platymops setiger) in eine Gattung gestellt. Sie wurde von R.L. Peterson in die Gattung Sauromys gestellt und ist die einzige Art dieser damit monotypischen Gattung. Alternativ wird sie häufig als Mormopterus petrophilus der Gattung Mormopterus zugeschlagen.
Insgesamt sind mit Sauromys petrophilis erogensis, S. p. fitzsomonsi,  S. p. haagneri und S. p. umbratus und der Nominatform S. p. petrophilus fünf Unterarten beschrieben.
Der Name der Gattung Sauromys leitet sich ab von der Bezeichnung sauros für Eidechse und mys für „Maus“ und hängt mit der Entdeckung der Art zusammen: Sie wurde auf der Suche nach Skorpionen unter Steinen gefunden. Der Artname petrophilus bedeutet „steinliebend“, entsprechend ergibt der Name Sauromys petrophilus übersetzt den nicht gebräuchlichen Namen „Steinliebende Eidechsenmaus“.

## Bedrohung und Schutz
Die Art wird von der International Union for Conservation of Nature and Natural Resources (IUCN) aufgrund der Bestandsgröße als nicht gefährdet (least concern) eingestuft. Innerhalb ihrer Verbreitungsgebiete ist Sauromys petrophilus häufig und Rückgänge oder Bedrohungen in einer solchen Art, dass eine Gefährdungskategorie gerechtfertigt wird, sind nicht bekannt.